# Tomás González González
Tomás Godrés González González (ur. 23 sierpnia 1961 w Saturce) – portorykański duchowny katolicki, biskup pomocniczy San Juan od 2023.

## Życiorys
Święcenia kapłańskie przyjął 6 sierpnia 2001 i został inkardynowany do archidiecezji San Juan. Pracował początkowo jako wikariusz w parafii św. Jana Ewangelisty w San Juan, a w 2002 został jej proboszczem. W 2016 objął funkcję wikariusza biskupiego dla Wikariatu Rio Piedras-Trujillo Alto, a w 2023 otrzymał nominację na wikariusza generalnego archidiecezji.
8 września 2023 papież Franciszek mianował go biskupem pomocniczym archidiecezji San Juan oraz biskupem tytularnym Enera.
18 listopada 2023 otrzymał święcenia biskupie w Kościele św. Teresy od Dzieciątka Jezus w Saturce. Głównym konsekratorem był Roberto González Nieves OFM, arcybiskup metropolita San Juan.